# Polygala anatolica
Polygala anatolica är en jungfrulinsväxtart som beskrevs av Pierre Edmond Boissier och Heldr.. Polygala anatolica ingår i släktet jungfrulinssläktet, och familjen jungfrulinsväxter. Inga underarter finns listade i Catalogue of Life.